# Ектор Еррера
Ектор Еррера (ісп. Héctor Herrera, нар. 19 квітня 1990, Тіхуана) — мексиканський футболіст, Півзахисник х'юстонського «Динамо» та національної збірної Мексики.

## Клубна кар'єра
У дорослому футболі дебютував 2010 року виступами за команду клубу «Пачука».
28 червня 2013 року перебрався до Португалії, уклавши контракт з місцевим «Порту». Новому клубу перехід гравця обійшовся у 8 млн.  євро. У його складі швидко став ключовою фігурою у півзахисті, а з часом отримав капітанську пов'язку. У статусі капітана команди [[2017-18|2018 року]] привів «Порту» до чемпіонського титулу. Загалом за шість років у команді виходив на поле у її складі в 245 матчах усіх турнірів. Залишив португальського гранда влітку 2019 року після закінчення контракту.
На правах вільного агента 3 липня 2019 року уклав трирічну угоду з мадридським «Атлетіко».

## Виступи за збірну
У 2012 році залучається до складу олімпійської збірної Мексики. Учасник футбольного турніру на Олімпійських іграх 2012 року у Лондоні, де мексиканці стали олімпійськими чемпіонами.
З 2012 року залучається до складу національної збірної Мексики. У складі збірної був учасником розіграшу Кубка конфедерацій 2013 року у Бразилії, розіграшу Золотого кубка КОНКАКАФ 2015 року у США і Канаді, здобувши того року титул континентального чемпіона, розіграшу Кубка Америки 2016 року у США, розіграшу Кубка конфедерацій 2017 року і чемпіонату світу 2018 року в Росії.
| Дата       | Місто                       | Господарі         | Результат  | Гості                | Турнір                            | Голи | Примітки |
| ---------- | --------------------------- | ----------------- | ---------- | -------------------- | --------------------------------- | ---- | -------- |
| 16-10-2012 | Мехіко                      | Мексика           | 2 – 0      | Сальвадор            | Відбір до ЧС 2014                 | -    | 68'      |
| 30-1-2013  | Фінікс                      | Мексика           | 1 – 1      | Данія                | товариський матч                  | -    | 84'      |
| 6-2-2013   | Мехіко                      | Мексика           | 0 – 0      | Ямайка               | Відбір до ЧС 2014                 | -    | 67'      |
| 22-3-2013  | Сан-Педро-Сула              | Гондурас          | 2 – 2      | Мексика              | Відбір до ЧС 2014                 | -    | 87'      |
| 17-4-2013  | Сан-Франциско               | Мексика           | 0 – 0      | Перу                 | товариський матч                  | -    | 46' 52'  |
| 31-5-2013  | Х'юстон                     | Мексика           | 2 – 2      | Нігерія              | товариський матч                  | -    | 46'      |
| 11-6-2013  | Мехіко                      | Мексика           | 0 – 0      | Коста-Рика           | Відбір до ЧС 2014                 | -    | 83'      |
| 19-6-2013  | Форталеза                   | Бразилія          | 2 – 0      | Мексика              | Кубок Конфедерацій                | -    | 58' 89'  |
| 10-9-2013  | Колумбус                    | США               | 2 – 0      | Мексика              | Відбір до ЧС 2014                 | -    | 55'      |
| 5-3-2014   | Мехіко                      | Мексика           | 0 – 0      | Нігерія              | товариський матч                  | -    | 83'      |
| 31-5-2014  | Мехіко                      | Мексика           | 3 – 1      | Еквадор              | товариський матч                  | -    | 72'      |
| 3-6-2014   | Чикаго                      | Мексика           | 0 – 1      | Боснія і Герцеговина | товариський матч                  | -    | 71'      |
| 6-6-2014   | Фоксборо (Массачусетс)      | Мексика           | 0 – 1      | Португалія           | товариський матч                  | -    | 83' 85'  |
| 13-6-2014  | Натал (Ріу-Гранді-ду-Норті) | Мексика           | 1 – 0      | Камерун              | ЧС 2014 - 1-й етап                | -    | 90+2'    |
| 17-6-2014  | Форталеза                   | Бразилія          | 0 – 0      | Мексика              | ЧС 2014 - 1-й етап                | -    | 76'      |
| 23-6-2014  | Ресіфі                      | Хорватія          | 1 – 3      | Мексика              | ЧС 2014 - 1-й етап                | -    |          |
| 29-6-2014  | Форталеза                   | Нідерланди        | 2 – 1      | Мексика              | ЧС 2014 - 1/8 фіналу              | -    |          |
| 6-9-2014   | Санта-Клара                 | Чилі              | 0 – 0      | Мексика              | товариський матч                  | -    | 74'      |
| 9-9-2014   | Денвер                      | Болівія           | 0 – 1      | Мексика              | товариський матч                  | -    | 74'      |
| 9-10-2014  | Тустла-Ґутьєррес            | Мексика           | 2 – 0      | Гондурас             | товариський матч                  | -    | 60'      |
| 12-10-2014 | Сантьяго-де-Керетаро        | Мексика           | 1 – 0      | Панама               | товариський матч                  | -    | 46'      |
| 12-11-2014 | Амстердам                   | Нідерланди        | 2 – 3      | Мексика              | товариський матч                  | -    | 82'      |
| 18-11-2014 | Борисов (місто)             | Білорусь          | 3 – 2      | Мексика              | товариський матч                  | -    | 54'      |
| 28-3-2015  | Лос-Анджелес                | Мексика           | 1 – 0      | Еквадор              | товариський матч                  | -    | 84'      |
| 27-6-2015  | Орландо (значення)          | Мексика           | 2 – 2      | Коста-Рика           | товариський матч                  | -    | 78'      |
| 1-7-2015   | Х'юстон                     | Мексика           | 0 – 0      | Гондурас             | товариський матч                  | -    | 63'      |
| 9-7-2015   | Чикаго                      | Мексика           | 6 – 0      | Куба                 | Кубок КОНКАКАФ 2015 - 1-й етап    | -    |          |
| 12-7-2015  | Глендейл                    | Гватемала         | 0 – 0      | Мексика              | Кубок КОНКАКАФ 2015 - 1-й етап    | -    |          |
| 15-7-2015  | Шарлотт                     | Мексика           | 4 – 4      | Тринідад і Тобаго    | Кубок КОНКАКАФ 2015 - 1-й етап    | -    | 66'      |
| 19-7-2015  | Іст-Ратерфорд               | Мексика           | 1 – 0 д.ч. | Коста-Рика           | Кубок КОНКАКАФ 2015 - чвертьфінал | -    | 60'      |
| 22-7-2015  | Атланта                     | Панама            | 1 – 2 д.ч. | Мексика              | Кубок КОНКАКАФ 2015 - півфінал    | -    | 55'      |
| 4-9-2015   | Сенді                       | Мексика           | 3 – 3      | Тринідад і Тобаго    | товариський матч                  | 1    | 73'      |
| 8-9-2015   | Арлінгтон                   | Аргентина         | 2 – 2      | Мексика              | товариський матч                  | 1    | 82'      |
| 10-10-2015 | Пасадена (Каліфорнія)       | США               | 2 – 3      | Мексика              | товариський матч                  | -    |          |
| 13-10-2015 | Толука-де-Лердо             | Мексика           | 1 – 0      | Панама               | товариський матч                  | -    | 46'      |
| 13-11-2015 | Мехіко                      | Мексика           | 3 – 0      | Сальвадор            | Відбір до ЧС 2018                 | 1    |          |
| 17-11-2015 | Сан-Педро-Сула              | Гондурас          | 0 – 2      | Мексика              | Відбір до ЧС 2018                 | -    |          |
| 25-3-2016  | Ванкувер                    | Канада            | 0 – 3      | Мексика              | Відбір до ЧС 2018                 | -    |          |
| 29-3-2016  | Мехіко                      | Мексика           | 2 – 0      | Канада               | Відбір до ЧС 2018                 | -    | 62'      |
| 1-6-2016   | Сан-Дієго                   | Мексика           | 1 – 0      | Чилі                 | товариський матч                  | -    | 65'      |
| 5-6-2016   | Глендейл                    | Мексика           | 3 – 1      | Уругвай              | Копа Америка 2016 - 1-й етап      | 1    |          |
| 9-6-2016   | Пасадена (Каліфорнія)       | Мексика           | 2 – 0      | Ямайка               | Копа Америка 2016 - 1-й етап      | -    |          |
| 13-6-2016  | Х'юстон                     | Мексика           | 1 – 1      | Венесуела            | Копа Америка 2016 - 1-й етап      | -    | 45+1'    |
| 18-6-2016  | Санта-Клара                 | Мексика           | 0 – 7      | Чилі                 | Копа Америка 2016 - чвертьфінал   | -    |          |
| 2-9-2016   | Сан-Сальвадор               | Сальвадор         | 1 – 3      | Мексика              | Відбір до ЧС 2018                 | -    |          |
| 6-9-2016   | Мехіко                      | Мексика           | 0 – 0      | Гондурас             | Відбір до ЧС 2018                 | -    |          |
| 11-11-2016 | Нью-Йорк                    | США               | 1 – 2      | Мексика              | Відбір до ЧС 2018                 | -    | 58'      |
| 16-11-2016 | Панама                      | Панама            | 0 – 0      | Мексика              | Відбір до ЧС 2018                 | -    | 73'      |
| 24-3-2017  | Мехіко                      | Мексика           | 2 – 0      | Коста-Рика           | Відбір до ЧС 2018                 | -    |          |
| 28-3-2017  | Порт-оф-Спейн               | Тринідад і Тобаго | 0 – 1      | Мексика              | Відбір до ЧС 2018                 | -    |          |
| 27-5-2017  | Лос-Анджелес                | Мексика           | 1 – 2      | Хорватія             | товариський матч                  | -    |          |
| 1-6-2017   | Іст-Ратерфорд               | Ірландія          | 1 – 3      | Мексика              | товариський матч                  | -    | 46'      |
| 8-6-2017   | Мехіко                      | Мексика           | 3 – 0      | Гондурас             | Відбір до ЧС 2018                 | -    |          |
| 11-6-2017  | Мехіко                      | Мексика           | 1 – 1      | США                  | Відбір до ЧС 2018                 | -    |          |
| 18-6-2017  | Казань                      | Португалія        | 2 – 2      | Мексика              | Кубок Конфедерацій                | -    |          |
| 21-6-2017  | Сочі                        | Мексика           | 2 – 1      | Нова Зеландія        | Кубок Конфедерацій                | -    | 46' 90'  |
| 24-6-2017  | Казань                      | Мексика           | 2 – 1      | Росія                | Кубок Конфедерацій                | -    |          |
| 29-6-2017  | Сочі                        | Німеччина         | 4 – 1      | Мексика              | Кубок Конфедерацій                | -    |          |
| 2-7-2017   | Москва                      | Португалія        | 2 – 1 д.ч. | Мексика              | Кубок Конфедерацій                | -    |          |
| 2-9-2017   | Мехіко                      | Мексика           | 1 – 0      | Панама               | Відбір до ЧС 2018                 | -    |          |
| 6-10-2017  | Сан-Луїс-Потосі             | Мексика           | 3 – 1      | Тринідад і Тобаго    | Відбір до ЧС 2018                 | 1    |          |
| 10-10-2017 | Сан-Педро-Сула              | Гондурас          | 3 – 2      | Мексика              | Відбір до ЧС 2018                 | -    | кап.     |
| 10-11-2017 | Брюссель                    | Бельгія           | 3 – 3      | Мексика              | товариський матч                  | -    |          |
| 29-5-2018  | Пасадена                    | Мексика           | 0 – 0      | Уельс                | товариський матч                  | -    | кап. 61' |
| 3-6-2018   | Мехіко                      | Мексика           | 1 – 0      | Шотландія            | товариський матч                  | -    | 58'      |
| 9-6-2018   | Брондбю                     | Данія             | 2 – 0      | Мексика              | товариський матч                  | -    | 46'      |
| 17-6-2018  | Москва                      | Німеччина         | 0 – 1      | Мексика              | ЧС 2018 - 1-й етап                | -    | 90'      |
| 23-6-2018  | Ростов-на-Дону              | Південна Корея    | 1 – 2      | Мексика              | ЧС 2018 - 1-й етап                | -    |          |
| 27-6-2018  | Москва                      | Мексика           | 0 – 3      | Швеція               | ЧС 2018 - 1-й етап                | -    |          |
| 2-7-2018   | Самара                      | Бразилія          | 2 – 0      | Мексика              | ЧС 2018 - 1/8 фіналу              | -    | 55'      |
| Усього     |                             | Матчів            | 70         |                      | Голів                             | 5    |          |

## Титули і досягнення
- Олімпійський чемпіон (1):

2012
- Володар Суперкубка Португалії (2):

«Порту»: 2013, 2018
- Чемпіон Португалії (1):

«Порту»: 2017-18
- Володар Золотого кубка КОНКАКАФ (1):

Збірна Мексики: 2015
- Срібний призер Золотого кубка КОНКАКАФ: 2021
- Чемпіон Іспанії (1):

«Атлетіко»: 2020-21